# Родріго Уескас
Родрі́го Джоссе́ль Уе́скас Урта́до (ісп. Rodrigo Jhossel Huescas Hurtado; нар. 18 вересня 2003, Наукальпан) — мексиканський футболіст, вінгер данського клубу «Копенгаген» і збірної Мексики.

## Клубна кар'єра

### «Крус Асуль»
Вихованець футбольної академії мексиканського клубу «Крус Асуль», до якої приєднався в юному віці. 6 квітня 2021 року дебютував в основному складі клубу в матчі Ліги чемпіонів КОНКАКАФ проти гаїтянського клубу «Аркає». 26 липня 2021 року дебютував у Лізі MX (вищому дивізіоні чемпіонату Мексики) проти «Масатлана».
В червні 2022 року у складі «Крус Асуля» став володарем Суперкубка ліги МХ. 27 червня 2022 року продовжив контракт з «Крус Асулем» до 2025 року. 15 серпня 2022 року забив свій перший гол за клуб в матчі проти «Толуки».

### «Копенгаген»
10 липня 2024 року перейшов у данський клуб «Копенгаген», підписавши п'ятирічний контракт. Сума трансферу становила 2 млн доларів. 22 липня дебютував за «Копенгаген», вийшовши в стартовому складі в матчі Суперліги проти «Люнгбю», і віддав гольову передачу. Дебютував у єврокубках 25 липня в поєдинку кваліфікації Ліги конференцій УЄФА проти гібралтарського клубу «Мегпайс». 20 лютого 2025 року в матчі Ліги конференцій проти німецького «Гайденгайма» забив свій перший гол за «Копенгаген». 18 травня в поєдинку проти «Раннерса» вперше відзначився м'ячем у Суперлізі. В своєму дебютному сезоні допоміг «Копенгагену» зробити «золотий» дубль: виграти Суперлігу та здобути Кубок Данії.

## Кар'єра в збірній
Виступав за збірні Мексики до 16, до 17, до 18, до 19, до 20 років, до 21 року, і до 23 років. 2022 року в складі збірної до 20 років став володарем Кубка Одкровення. 2023 року в складі збірної до 23 років виступав на Центральноамериканських і Карибських іграх в Сан-Сальвадорі, де допоміг команді вибороти золоті медалі.
11 грудня 2023 року вперше викликаний до збірної Мексики головним тренером Хайме Лосано для участі в товариському матчі проти збірної Колумбії, але на поле так і не вийшов. 31 травня 2024 року дебютував за збірну Мексики в товариському поєдинку з Болівією, замінивши Хорхе Родрігеса.
В березні 2025 року в складі збірної Мексики став переможцем Ліги націй КОНКАКАФ 2024–25.

## Статистика виступів

### Клубна статистика
Станом на 20 серпня 2025
| Клуб              | Сезон             | Чемпіонат         | Чемпіонат | Чемпіонат | Кубок | Кубок | Континентальні | Континентальні | Інші  | Інші | Всього | Всього |
| Клуб              | Сезон             | Дивізіон          | Матчі     | Голи      | Матчі | Голи  | Матчі          | Голи           | Матчі | Голи | Матчі  | Голи   |
| ----------------- | ----------------- | ----------------- | --------- | --------- | ----- | ----- | -------------- | -------------- | ----- | ---- | ------ | ------ |
| Крус Асуль        | 2020–21           | Ліга МХ           | –         | –         | –     | –     | 2              | 0              | –     | –    | 2      | 0      |
| Крус Асуль        | 2021–22           | Ліга МХ           | 9         | 0         | –     | –     | 3              | 0              | –     | –    | 12     | 0      |
| Крус Асуль        | 2022–23           | Ліга МХ           | 31        | 4         | —     | —     | —              | —              | —     | —    | 31     | 4      |
| Крус Асуль        | 2023–24           | Ліга МХ           | 39        | 2         | —     | —     | —              | —              | 1     | 0    | 40     | 2      |
| Крус Асуль        | 2024–25           | Ліга МХ           | 1         | 0         | —     | —     | —              | —              | —     | —    | 1      | 0      |
| Крус Асуль        | Всього            | Всього            | 80        | 6         | —     | —     | 5              | 0              | 1     | 0    | 86     | 6      |
| Копенгаген        | 2024–25           | Суперліга         | 19        | 1         | 6     | 0     | 11             | 1              | –     | –    | 36     | 2      |
| Копенгаген        | 2025–26           | Суперліга         | 5         | 0         | 0     | 0     | 5              | 1              | —     | —    | 10     | 1      |
| Копенгаген        | Всього            | Всього            | 24        | 1         | 6     | 0     | 16             | 2              | 0     | 0    | 46     | 3      |
| Всього за кар'єру | Всього за кар'єру | Всього за кар'єру | 104       | 7         | 6     | 0     | 21             | 2              | 1     | 0    | 132    | 9      |

1. 1 2  Матчі в Лізі чемпіонів КОНКАКАФ
2. ↑  Матчі в Кубку ліг
3. ↑  Матчі в Лізі конференцій УЄФА
4. ↑  Матчі в Лізі чемпіонів УЄФА

### Міжнародна статистика
Станом на 20 листопада 2024 
| Збірна            | Сезон             | Товариські | Товариські | Офіційні | Офіційні | Всього | Всього |
| Збірна            | Сезон             | Матчі      | Голи       | Матчі    | Голи     | Матчі  | Голи   |
| ----------------- | ----------------- | ---------- | ---------- | -------- | -------- | ------ | ------ |
| Мексика           |                   |            |            |          |          |        |        |
| 2024              | 1                 | 0          | 1          | 0        | 2        | 0      |        |
| Всього за кар'єру | Всього за кар'єру | 1          | 0          | 1        | 0        | 2      | 0      |

### Матчі за збірну
Станом на 20 листопада 2024 
| Матчі Родріго Уескаса за збірну Мексики | Матчі Родріго Уескаса за збірну Мексики | Матчі Родріго Уескаса за збірну Мексики | Матчі Родріго Уескаса за збірну Мексики | Матчі Родріго Уескаса за збірну Мексики | Матчі Родріго Уескаса за збірну Мексики | Матчі Родріго Уескаса за збірну Мексики | Матчі Родріго Уескаса за збірну Мексики |
| №                                       | Дата                                    | Суперник                                | Рахунок                                 | Голи                                    | Картки                                  | Хвилини                                 | Змагання                                |
| --------------------------------------- | --------------------------------------- | --------------------------------------- | --------------------------------------- | --------------------------------------- | --------------------------------------- | --------------------------------------- | --------------------------------------- |
| 1                                       | 31 травня 2024                          | Болівія                                 | 1–0                                     |                                         |                                         | 45'                                     | Товариський матч                        |
| 2                                       | 20 листопада 2024                       | Гондурас                                | 4–0                                     |                                         |                                         | 66'                                     | Ліга націй КОНКАКАФ 2024–25             |

Всього: 2 матчі / 0 голів; 2 перемоги, 0 нічиїх, 0 поразок.

## Досягнення
«Крус Асуль»
- Володар Суперкубка ліги МХ: 2022[25]

«Копенгаген»
- Чемпіон Данії: 2024–25[26]
- Володар Кубка Данії: 2024–25[27]

Збірна Мексики (мол.)
- Володар Кубка Одкровення: 2022
- Переможець Центральноамериканських і Карибських ігор: 2023

Збірна Мексики
- Переможець Ліги націй КОНКАКАФ: 2024–25[28]

Особисті
- Команда місяця данської Суперліги: липень 2024